# François Jacolin
François Joseph Marie Jacolin (Fontainebleau, 25 aprile 1950) è un vescovo cattolico francese, dal 2018 vescovo di Luçon e dal 2023 amministratore apostolico sede plena di La Rochelle.

## Biografia
È nato a Fontainebleau, nella diocesi di Meaux, il 25 aprile 1950.

### Formazione e ministero sacerdotale
Entrato nel seminario francese a Roma, ha conseguito la licenza canonica in teologia presso la Pontificia Università Gregoriana con specializzazione in teologia biblica.
Il 4 aprile 1982 è stato ordinato sacerdote dall'arcivescovo Charles-Marie-Paul Vignancour. È entrato poi nell'ordine dei missionari di La Plaine, dove ha emesso i voti perpetui il 30 settembre 1987.
Dopo aver svolto varie missioni pastorali tra Saint-Gaultier e Châteauroux, è stato parroco di Argenton-sur-Creuse, Éguzon e Châteauroux. Dal 1996 al 2002 è stato superiore diocesano della comunità dei missionari di La Plaine nel Berry.
A livello diocesano è stato membro del servizio di catechesi, responsabile della formazione dei laici alla responsabilità e delegato per il rinnovamento carismatico e cappellano dei Viaggianti. Dal 2003 alla nomina episcopale è stato vicario episcopale responsabile della vita religiosa.

### Ministero episcopale
Il 16 gennaio 2007 papa Benedetto XVI lo ha nominato vescovo di Mende. Ha ricevuto la consacrazione episcopale il 18 marzo successivo nella cattedrale di Mende dalle mani dell'arcivescovo Guy Marie Alexandre Thomazeau, arcivescovo metropolita di Montpellier, co-condacranti Robert Jean Louis Le Gall, arcivescovo metropolita di Tolosa e suo predecessore a Mende, e Hubert Marie Pierre Dominique Barbier, arcivescovo di Bourges. Durante la stessa celebrazione prende possesso canonico della diocesi.
Nel novembre 2012 ha compiuto la visita ad limina.
Il 29 maggio 2018 papa Francesco lo ha nominato vescovo di Luçon, insediandosi il 15 luglio successivo nella cattedrale di Luçon.
Nel marzo 2020 ha compiuto nuovamente la visita ad limina.
Il 22 giugno 2023 papa Francesco lo ha nominato anche amministratore apostolico sede plena di La Rochelle.

## Genealogia episcopale
La genealogia episcopale è:
- Cardinale Guillaume d'Estouteville, O.S.B.Clun.
- Papa Sisto IV
- Papa Giulio II
- Cardinale Raffaele Sansone Riario
- Papa Leone X
- Papa Paolo III
- Cardinale Francesco Pisani
- Cardinale Alfonso Gesualdo di Conza
- Papa Clemente VIII
- Cardinale Pietro Aldobrandini
- Cardinale Laudivio Zacchia
- Cardinale Antonio Barberini, O.F.M.Cap.
- Cardinale Nicolò Guidi di Bagno
- Arcivescovo François de Harlay de Champvallon
- Cardinale Louis-Antoine de Noailles
- Vescovo Jean-François Salgues de Valderies de Lescure
- Arcivescovo Louis-Jacques Chapt de Rastignac
- Arcivescovo Christophe de Beaumont du Repaire
- Cardinale César-Guillaume de la Luzerne
- Arcivescovo Gabriel Cortois de Pressigny
- Arcivescovo Hyacinthe-Louis de Quélen
- Vescovo Louis-Charles Féron
- Vescovo Pierre-Alfred Grimardias
- Cardinale Guillaume-Marie-Romain Sourrieu
- Cardinale Léon-Adolphe Amette
- Arcivescovo Benjamin-Octave Roland-Gosselin
- Cardinale Paul-Marie-André Richaud
- Vescovo Armand François Marie Robert Le Bourgeois, C.I.M.
- Vescovo Louis Pierre Joseph Cornet
- Arcivescovo Guy Marie Alexandre Thomazeau
- Vescovo François Joseph Marie Jacolin, M.D.P.